# Федорова Марина Максимівна
Марина Максимівна Федорова (рос. Марина Максимовна Фёдорова; нар. 10 травня 1997, Севастополь, Україна) — російська футболістка, нападниця іспанського «Бетіса» та збірної Росії.

## Життєпис
Вчилася грати під керівництвом батька — Максима Федорова. Виступала у вищій лізі Росії за клуби «Зоркий», «Рязань-ВДВ», «Єнісей». У складі Рязанської команди стала срібним призером чемпіонату 2017 року. Також грала у вищому дивізіоні Фінляндії за клуб «Найс Футіс». З початку 2019 року виступає у Франції.
Дебютувала в збірній Росії у кваліфікаційному турнірі до чемпіонату Європи 2017 року виїзному матчі в Вісбадені зі збірною Німеччини.
Також виступає у пляжному футболі. У 2018 році визнана найкращою футболісткою світу в цьому виді спорту, в тому ж сезоні стала володаркою Кубку Європи серед збірних (визнана найкращим гравцем турніру) та срібним призером Міжконтинентального кубка серед збірних.

### Ставлення до України
Марина Федорова вчинила усвідомлені діяння проти національної безпеки України, світу, безпеки людства та міжнародного правопорядку, а також інші правопорушення: багаторазове порушення державного кордону України при в'їзді на територію окупованого Росією Криму.

## Досягнення

### Командні
- Чемпіонату Росії з пляжному сезоні серед жінок
  -  Чемпіон (1): 2014[4]

- Жіночий кубок володарів кубків
  -  Бронзовий призер (1): 2016

### Особисті
- Найкращий бомбардир Жіночого кубку володарів кубків (1): 2016[5]

- Кращий гравець 2018 року в пляжному футболі серед жінок[6].